# 単提馬
単提馬（たんていば、ダンティーマー）は、シャンチー用語の1つ、シャンチーの四大布局の1つである。一方の馬が三または七路に進み、もう一方の馬を辺馬とする布局である。
以下は黒方（後手）が単提馬である。
1. 炮二平五 馬2進3
2. 馬二進三 馬8進9

以下の局面も単提馬と呼ばれうる。
1. 炮二平五 馬2進3
2. （任意着法）車9進1